# Uppsala valkrets
Uppsala valkrets var vid riksdagsvalen till andra kammaren 1866-1908 en egen valkrets för Uppsala stad. Under perioden 1866-1884 hade valkretsen ett mandat, från vårvalet 1887 till 1893 två mandat och därefter åter ett. Valkretsen avskaffades 1911 då hela länet bildade en valkrets, Uppsala läns valkrets.

## Riksdagsmän
- Sigurd Ribbing (1867-1872)
  - Fredrik Georg Afzelius, lmp (1873-1875)
    - Herman Rydin, centern (1876-1878)
      - Carl Hammarskjöld (1879-1881)
        - Herman Rydin, nya centern 1883-1887, nya lmp 1888-1890 (1882-1890)
          - Simon Boëthius, nya lmp 1891-1894, lmp 1895-1902 (1891-1902)
            - Harald Hjärne, de moderata reformvännernas grupp 1903-1905, nfr 1906-1908 (1903-1908)
              - Nils Edén, lib s (1909-1911)
- Zakarias Larsson, lmp 1887B, nya lmp 1888-1894, lmp 1895-1896 (andra riksmötet 1887-1896)

## Valresultat

### 1887 I
| Andrakammarvalet i Sverige 1887 I: Uppsala valkrets | Andrakammarvalet i Sverige 1887 I: Uppsala valkrets | Andrakammarvalet i Sverige 1887 I: Uppsala valkrets | Andrakammarvalet i Sverige 1887 I: Uppsala valkrets | Andrakammarvalet i Sverige 1887 I: Uppsala valkrets |
| Kandidat                                            | Kandidat                                            | Röster                                              | Röster                                              | Röster                                              |
| Kandidat                                            | Kandidat                                            | Antal                                               | %                                                   | +− %                                                |
| --------------------------------------------------- | --------------------------------------------------- | --------------------------------------------------- | --------------------------------------------------- | --------------------------------------------------- |
|                                                     | Herman Rydin (prot.)                                | 576                                                 | 62,6                                                |                                                     |
|                                                     | Adolf Ludvig Hamilton (frih.)                       | 344                                                 | 37,4                                                |                                                     |
| Antal giltiga röster                                | Antal giltiga röster                                | 920                                                 |                                                     |                                                     |
| Kasserade röster                                    | Kasserade röster                                    | 0                                                   |                                                     |                                                     |
| Totalt                                              | Totalt                                              | 920                                                 |                                                     |                                                     |

Valet hölls den 1 april 1887. Valkretsen hade 20 202 invånare den 31 december 1885, varav 1 338 eller 6,6 % var valberättigade. 920 personer deltog i valet, ett valdeltagande på 68,8 %. Valresultatet upphävdes dock och i det nya valet fick Uppsala två riksdagsmän.
| Andrakammarvalet i Sverige 1887 I: Uppsala valkrets | Andrakammarvalet i Sverige 1887 I: Uppsala valkrets | Andrakammarvalet i Sverige 1887 I: Uppsala valkrets | Andrakammarvalet i Sverige 1887 I: Uppsala valkrets | Andrakammarvalet i Sverige 1887 I: Uppsala valkrets |
| Kandidat                                            | Kandidat                                            | Röster                                              | Röster                                              | Röster                                              |
| Kandidat                                            | Kandidat                                            | Antal                                               | %                                                   | +− %                                                |
| --------------------------------------------------- | --------------------------------------------------- | --------------------------------------------------- | --------------------------------------------------- | --------------------------------------------------- |
|                                                     | Herman Rydin                                        | 460                                                 | 70,2                                                |                                                     |
|                                                     | Zakarias Larsson                                    | 432                                                 | 66,0                                                |                                                     |
|                                                     | Claes Annerstedt (frih.)                            | 217                                                 | 33,1                                                |                                                     |
|                                                     | Johan von Bahr (frih.)                              | 194                                                 | 29,6                                                |                                                     |
|                                                     | Övriga kandidater                                   | 7                                                   | 1,1                                                 |                                                     |
| Antal giltiga röster                                | Antal giltiga röster                                | 655                                                 |                                                     |                                                     |
| Kasserade röster                                    | Kasserade röster                                    | 0                                                   |                                                     |                                                     |
| Totalt                                              | Totalt                                              | 655                                                 |                                                     |                                                     |

Valet hölls den 1 juni 1887. Valkretsen hade 20 202 invånare den 31 december 1885, varav 1 328 eller 6,6 % var valberättigade. 655 personer deltog i valet, ett valdeltagande på 49,3 %.

### 1887 II
| Andrakammarvalet i Sverige 1887 II: Uppsala valkrets | Andrakammarvalet i Sverige 1887 II: Uppsala valkrets | Andrakammarvalet i Sverige 1887 II: Uppsala valkrets | Andrakammarvalet i Sverige 1887 II: Uppsala valkrets | Andrakammarvalet i Sverige 1887 II: Uppsala valkrets |
| Kandidat                                             | Kandidat                                             | Röster                                               | Röster                                               | Röster                                               |
| Kandidat                                             | Kandidat                                             | Antal                                                | %                                                    | +− %                                                 |
| ---------------------------------------------------- | ---------------------------------------------------- | ---------------------------------------------------- | ---------------------------------------------------- | ---------------------------------------------------- |
|                                                      | Herman Rydin                                         | 469                                                  | 79,6                                                 | ▲9,4                                                 |
|                                                      | Zakarias Larsson                                     | 440                                                  | 74,7                                                 | ▲8,7                                                 |
|                                                      | Fredrik Lindström (prot.)                            | 142                                                  | 24,1                                                 |                                                      |
|                                                      | Johan Hagströmer (prot.)                             | 118                                                  | 20,1                                                 |                                                      |
|                                                      | Övriga kandidater                                    | 9                                                    | 1,5                                                  |                                                      |
| Antal giltiga röster                                 | Antal giltiga röster                                 | 589                                                  |                                                      |                                                      |
| Kasserade röster                                     | Kasserade röster                                     | 2                                                    |                                                      |                                                      |
| Totalt                                               | Totalt                                               | 591                                                  |                                                      |                                                      |

Valet hölls den 27 september 1887. Valkretsen hade 20 955 invånare den 31 december 1886, varav 1 234 eller 5,9 % var valberättigade. 591 personer deltog i valet, ett valdeltagande på 47,9 %.

### 1890
| Andrakammarvalet i Sverige 1890: Uppsala valkrets | Andrakammarvalet i Sverige 1890: Uppsala valkrets | Andrakammarvalet i Sverige 1890: Uppsala valkrets | Andrakammarvalet i Sverige 1890: Uppsala valkrets | Andrakammarvalet i Sverige 1890: Uppsala valkrets |
| Kandidat                                          | Kandidat                                          | Röster                                            | Röster                                            | Röster                                            |
| Kandidat                                          | Kandidat                                          | Antal                                             | %                                                 | +− %                                              |
| ------------------------------------------------- | ------------------------------------------------- | ------------------------------------------------- | ------------------------------------------------- | ------------------------------------------------- |
|                                                   | Simon Boëthius                                    | 432                                               | 60,5                                              |                                                   |
|                                                   | Zakarias Larsson                                  | 427                                               | 59,8                                              | ▼14,9                                             |
|                                                   | Claes Annerstedt (frih.)                          | 289                                               | 40,5                                              |                                                   |
|                                                   | Johan Östberg (frih.)                             | 276                                               | 38,6                                              |                                                   |
|                                                   | Övriga kandidater                                 | 4                                                 | 0,6                                               |                                                   |
| Antal giltiga röster                              | Antal giltiga röster                              | 714                                               |                                                   |                                                   |
| Kasserade röster                                  | Kasserade röster                                  | 1                                                 |                                                   |                                                   |
| Totalt                                            | Totalt                                            | 715                                               |                                                   |                                                   |

Valet hölls den 25 september 1890. Valkretsen hade 21 846 invånare den 31 december 1889, varav 1 236 eller 5,7 % var valberättigade. 715 personer deltog i valet, ett valdeltagande på 57,8 %.

### 1893
| Andrakammarvalet i Sverige 1893: Uppsala valkrets | Andrakammarvalet i Sverige 1893: Uppsala valkrets | Andrakammarvalet i Sverige 1893: Uppsala valkrets | Andrakammarvalet i Sverige 1893: Uppsala valkrets | Andrakammarvalet i Sverige 1893: Uppsala valkrets |
| Kandidat                                          | Kandidat                                          | Röster                                            | Röster                                            | Röster                                            |
| Kandidat                                          | Kandidat                                          | Antal                                             | %                                                 | +− %                                              |
| ------------------------------------------------- | ------------------------------------------------- | ------------------------------------------------- | ------------------------------------------------- | ------------------------------------------------- |
|                                                   | Zakarias Larsson                                  | 574                                               | 70,4                                              | ▲10,6                                             |
|                                                   | Simon Boëthius                                    | 564                                               | 69,1                                              | ▲8,6                                              |
|                                                   | Johan Lundell (frih.)                             | 254                                               | 31,1                                              |                                                   |
|                                                   | Knut Hamilton (frih.)                             | 231                                               | 28,3                                              |                                                   |
|                                                   | Harald Hjärne (liberal)                           | 5                                                 | 0,6                                               |                                                   |
|                                                   | Övriga kandidater                                 | 4                                                 | 0,5                                               |                                                   |
| Antal giltiga röster                              | Antal giltiga röster                              | 816                                               |                                                   |                                                   |
| Kasserade röster                                  | Kasserade röster                                  | 0                                                 |                                                   |                                                   |
| Totalt                                            | Totalt                                            | 816                                               |                                                   |                                                   |

Valet hölls den 21 september 1893. Valkretsen hade 21 109 invånare den 31 december 1892, varav 1 191 eller 5,6 % var valberättigade. 816 personer deltog i valet, ett valdeltagande på 68,5 %.

### 1896
| Andrakammarvalet i Sverige 1896: Uppsala valkrets | Andrakammarvalet i Sverige 1896: Uppsala valkrets | Andrakammarvalet i Sverige 1896: Uppsala valkrets | Andrakammarvalet i Sverige 1896: Uppsala valkrets | Andrakammarvalet i Sverige 1896: Uppsala valkrets |
| Kandidat                                          | Kandidat                                          | Röster                                            | Röster                                            | Röster                                            |
| Kandidat                                          | Kandidat                                          | Antal                                             | %                                                 | +− %                                              |
| ------------------------------------------------- | ------------------------------------------------- | ------------------------------------------------- | ------------------------------------------------- | ------------------------------------------------- |
|                                                   | Simon Boëthius (prot.)                            | 475                                               | 56,4                                              | ▼12,7                                             |
|                                                   | Harald Hjärne (liberal)                           | 364                                               | 43,2                                              | ▲42,6                                             |
|                                                   | Övriga kandidater                                 | 3                                                 | 0,4                                               |                                                   |
| Antal giltiga röster                              | Antal giltiga röster                              | 842                                               |                                                   |                                                   |
| Kasserade röster                                  | Kasserade röster                                  | 0                                                 |                                                   |                                                   |
| Totalt                                            | Totalt                                            | 842                                               |                                                   |                                                   |

Valet hölls den 29 september 1896. Valkretsen hade 21 428 invånare den 31 december 1895, varav 1 276 eller 6,0 % var valberättigade. 842 personer deltog i valet, ett valdeltagande på 66,0 %.

### 1899
| Andrakammarvalet i Sverige 1899: Uppsala valkrets | Andrakammarvalet i Sverige 1899: Uppsala valkrets | Andrakammarvalet i Sverige 1899: Uppsala valkrets | Andrakammarvalet i Sverige 1899: Uppsala valkrets | Andrakammarvalet i Sverige 1899: Uppsala valkrets |
| Kandidat                                          | Kandidat                                          | Röster                                            | Röster                                            | Röster                                            |
| Kandidat                                          | Kandidat                                          | Antal                                             | %                                                 | +− %                                              |
| ------------------------------------------------- | ------------------------------------------------- | ------------------------------------------------- | ------------------------------------------------- | ------------------------------------------------- |
|                                                   | Simon Boëthius                                    | 578                                               | 61,9                                              | ▲5,5                                              |
|                                                   | Harald Hjärne (liberal)                           | 355                                               | 38,0                                              | ▼5,2                                              |
|                                                   | Övriga kandidater                                 | 1                                                 | 0,1                                               |                                                   |
| Antal giltiga röster                              | Antal giltiga röster                              | 934                                               |                                                   |                                                   |
| Kasserade röster                                  | Kasserade röster                                  | 2                                                 |                                                   |                                                   |
| Totalt                                            | Totalt                                            | 936                                               |                                                   |                                                   |

Valet hölls den 28 september 1899. Valkretsen hade 22 737 invånare den 31 december 1898, varav 1 452 eller 6,4 % var valberättigade. 936 personer deltog i valet, ett valdeltagande på 64,5 %.

### 1902
| Andrakammarvalet i Sverige 1902: Uppsala valkrets | Andrakammarvalet i Sverige 1902: Uppsala valkrets | Andrakammarvalet i Sverige 1902: Uppsala valkrets | Andrakammarvalet i Sverige 1902: Uppsala valkrets | Andrakammarvalet i Sverige 1902: Uppsala valkrets |
| Kandidat                                          | Kandidat                                          | Röster                                            | Röster                                            | Röster                                            |
| Kandidat                                          | Kandidat                                          | Antal                                             | %                                                 | +− %                                              |
| ------------------------------------------------- | ------------------------------------------------- | ------------------------------------------------- | ------------------------------------------------- | ------------------------------------------------- |
|                                                   | Harald Hjärne                                     | 731                                               | 63,3                                              | ▲25,3                                             |
|                                                   | Hjalmar Öhrvall (frisinnad)                       | 422                                               | 36,6                                              |                                                   |
|                                                   | Övriga kandidater                                 | 1                                                 | 0,1                                               |                                                   |
| Antal giltiga röster                              | Antal giltiga röster                              | 1 154                                             |                                                   |                                                   |
| Kasserade röster                                  | Kasserade röster                                  | 1                                                 |                                                   |                                                   |
| Totalt                                            | Totalt                                            | 1 155                                             |                                                   |                                                   |

Valet hölls den 26 september 1902. Valkretsen hade 23 802 invånare den 31 december 1901, varav 1 795 eller 7,5 % var valberättigade. 1 155 personer deltog i valet, ett valdeltagande på 64,3 %.

### 1905
| Andrakammarvalet i Sverige 1905: Uppsala valkrets | Andrakammarvalet i Sverige 1905: Uppsala valkrets | Andrakammarvalet i Sverige 1905: Uppsala valkrets | Andrakammarvalet i Sverige 1905: Uppsala valkrets | Andrakammarvalet i Sverige 1905: Uppsala valkrets |
| Kandidat                                          | Kandidat                                          | Röster                                            | Röster                                            | Röster                                            |
| Kandidat                                          | Kandidat                                          | Antal                                             | %                                                 | +− %                                              |
| ------------------------------------------------- | ------------------------------------------------- | ------------------------------------------------- | ------------------------------------------------- | ------------------------------------------------- |
|                                                   | Harald Hjärne                                     | 887                                               | 50,5                                              | ▼12,8                                             |
|                                                   | August Pettersson (liberal)                       | 871                                               | 49,5                                              |                                                   |
| Antal giltiga röster                              | Antal giltiga röster                              | 1 758                                             |                                                   |                                                   |
| Kasserade röster                                  | Kasserade röster                                  | 1                                                 |                                                   |                                                   |
| Totalt                                            | Totalt                                            | 1 759                                             |                                                   |                                                   |

Valet hölls den 26 september 1905. Valkretsen hade 24 150 invånare den 31 december 1904, varav 2 418 eller 10,0 % var valberättigade. 1 759 personer deltog i valet, ett valdeltagande på 72,7 %.

### 1908
| Andrakammarvalet i Sverige 1908: Uppsala valkrets | Andrakammarvalet i Sverige 1908: Uppsala valkrets | Andrakammarvalet i Sverige 1908: Uppsala valkrets | Andrakammarvalet i Sverige 1908: Uppsala valkrets | Andrakammarvalet i Sverige 1908: Uppsala valkrets |
| Kandidat                                          | Kandidat                                          | Röster                                            | Röster                                            | Röster                                            |
| Kandidat                                          | Kandidat                                          | Antal                                             | %                                                 | +− %                                              |
| ------------------------------------------------- | ------------------------------------------------- | ------------------------------------------------- | ------------------------------------------------- | ------------------------------------------------- |
|                                                   | Nils Edén                                         | 1 193                                             | 55,3                                              |                                                   |
|                                                   | Johan von Bahr (höger)                            | 965                                               | 44,7                                              |                                                   |
| Antal giltiga röster                              | Antal giltiga röster                              | 2 158                                             |                                                   |                                                   |
| Kasserade röster                                  | Kasserade röster                                  | 0                                                 |                                                   |                                                   |
| Totalt                                            | Totalt                                            | 2 158                                             |                                                   |                                                   |

Valet hölls den 25 september 1908. Valkretsen hade 24 635 invånare den 31 december 1907, varav 2 833 eller 11,5 % var valberättigade. 2 158 personer deltog i valet, ett valdeltagande på 76,2 %.